# 密西西比州县级行政区列表
美国密西西比州共有82个县。州内大部份的县名都是以一些傑出的政治人物来命名的。除此之外，也有少數的县是以同名的河流、湖泊来命名的。
根据2010年美国人口普查的数据，密西西比州平均每个县拥有36,448人，其中海恩茲縣以245,285人高居榜首，伊薩奎納縣则仅有1,406人，是全州人口最少的县。平均每个县的面积为1,530平方公里。最大的是2,419平方公里的亞祖縣，最小的是1,039平方公里的奧爾康縣。
以下表格会在每一个县的名称后面列出其联邦资料处理标准代码（简称代码），该代码是联邦政府用来区分各州和各县的唯一识别码。密西西比州的代码是28，结合任何一个县的代码则为。所有的代码将链接至该县最近的一次人口普查数据。

## 目前存在的縣
| 县              | FIPS代码 | 縣治                 | 成立年份 | 起源                                             | 辭源 | 人口    | 面积                          | 地图                            |
| --------------- | -------- | -------------------- | -------- | ------------------------------------------------ | --- | ------- | ----------------------------- | ------------------------------- |
| 亞當斯縣        | 001      | 纳奇兹               | 1799     | 最初建立的其中一個縣                             | 约翰·亚当斯（1735-1826），第二任美国总统（1797-1801）                                                             | 32,297  | 460平方英里 （1,191平方公里） | 標示出亞當斯縣位置的地圖        |
| 奧爾康縣        | 003      | 科林斯               | 1870     | 蒂帕縣和蒂肖明戈縣                               | 詹姆斯·拉斯克·奧爾康（1816-1894），密西西比州參議員（1871-1877）                                                  | 37,057  | 400平方英里 （1,036平方公里） | 標示出奧爾康縣位置的地圖        |
| 阿米特縣        | 005      | 利伯蒂               | 1809     | 威爾金森縣                                       | 阿米特河，位於當地的河流                                                                                          | 13,131  | 730平方英里 （1,891平方公里） | 標示出阿米特縣位置的地圖        |
| 阿塔拉縣        | 007      | 科西阿斯科           | 1833     | 麥迪遜縣                                         | 法國作家弗朗索瓦-勒內·德·夏多布里昂（1768-1848）筆下的一名印第安女子                                              | 19,564  | 735平方英里 （1,904平方公里） | 標示出阿塔拉縣位置的地圖        |
| 本頓縣          | 009      | 亞士蘭               | 1870     | 馬歇爾縣和蒂帕縣                                 | 密苏里州联邦参议员汤玛斯·哈特·本顿 （1782–1858）                                                                  | 8,729   | 407平方英里 （1,054平方公里） | 標示出本頓縣位置的地圖          |
| 玻利瓦爾縣      | 011      | 克里夫蘭和羅斯代爾   | 1836     | 馬歇爾縣和華盛頓縣                               | 西蒙·荷西·安東尼奧·迪拉桑蒂西馬·特立尼達·玻利瓦·伊·帕拉西奧斯 （1783–1830），南美洲獨立領袖                       | 34,145  | 876平方英里 （2,269平方公里） | 標示出玻利瓦爾縣位置的地圖      |
| 卡爾霍恩縣      | 013      | 匹茲波羅             | 1852     | 奇克索縣、拉法葉縣和亞洛布沙縣                   | 约翰·卡德威尔·卡尔霍恩（1782–1850），第七任美国副总统（1825-1832）                                                | 14,962  | 587平方英里 （1,520平方公里） | 標示出卡爾霍恩縣位置的地圖      |
| 卡洛爾縣        | 015      | 卡羅頓和韋登         | 1833     | 朗茲縣、門羅縣、華盛頓縣和亞祖縣                 | 查尔斯·卡罗尔（1737–1832），《美國獨立宣言》簽署者中唯一的天主教徒及最晚去世者                                    | 10,597  | 628平方英里 （1,627平方公里） | 標示出卡洛爾縣位置的地圖        |
| 奇克索縣        | 017      | 休斯敦和奧科洛納     | 1836     | 門羅縣及密西西比領地                             | 奇克索人，一支美國原住民族群                                                                                      | 17,392  | 502平方英里 （1,300平方公里） | 標示出奇克索縣位置的地圖        |
| 喬克托縣        | 019      | 阿克曼               | 1833     | 朗茲縣、麥迪遜縣、門羅縣和亞祖縣                 | 喬克托族，印第安人的一支                                                                                          | 8,547   | 419平方英里 （1,085平方公里） | 標示出喬克托縣位置的地圖        |
| 克萊本縣        | 021      | 吉布森港             | 1802     | 傑佛遜縣                                         | 威廉·查爾斯·科爾·克萊本（1773–1817），密西西比準州州長                                                            | 9,604   | 487平方英里 （1,261平方公里） | 標示出克萊本縣位置的地圖        |
| 克拉克縣        | 023      | 奎特曼               | 1833     | 韋恩縣                                           | 約書亞·G·克拉克，密西西比州第一任衡平法院法官                                                                     | 16,732  | 691平方英里 （1,790平方公里） | 標示出克拉克縣位置的地圖        |
| 克萊縣          | 025      | 西點                 | 1871     | 奇克索縣、朗茲縣、門羅縣和奧克蒂比哈縣           | 亨利·克莱 （1777-1852），肯塔基州联邦参议员及第九任美国国务卿 （1825–1829）                                       | 20,634  | 409平方英里 （1,059平方公里） | 標示出克萊縣位置的地圖          |
| 科荷馬縣        | 027      | 克拉克斯代爾         | 1836     | 密西西比領地                                     | 「紅豹」的印第安語                                                                                                | 26,151  | 554平方英里 （1,435平方公里） | 標示出科荷馬縣位置的地圖        |
| 科派亞縣        | 029      | 黑澤爾赫斯特         | 1823     | 富蘭克林縣和海恩茲縣                             | 「叫豹」的印第安語                                                                                                | 29,449  | 777平方英里 （2,012平方公里） | 標示出科派亞縣位置的地圖        |
| 卡溫頓縣        | 031      | 柯林斯               | 1819     | 勞倫斯縣和韋恩縣                                 | 倫納德·卡溫頓 （1768-1813），美国上将，在1812年战争中阵亡                                                         | 19,568  | 414平方英里 （1,072平方公里） | 標示出卡溫頓縣位置的地圖        |
| 德索托縣        | 033      | 赫爾南多             | 1836     | 門羅縣和華盛頓縣                                 | 埃尔南多·德·索托 （1495-1542），文艺复兴时期欧洲探险家                                                            | 161,252 | 478平方英里 （1,238平方公里） | 標示出德索托縣位置的地圖        |
| 福雷斯特縣      | 035      | 哈蒂斯堡             | 1906     | 佩里縣                                           | 納丹·貝德福德·福雷斯特 （1821-1877），美國內戰時期南方將領                                                        | 74,934  | 467平方英里 （1,210平方公里） | 標示出福雷斯特縣位置的地圖      |
| 富蘭克林縣      | 037      | 米德維爾             | 1809     | 亞當斯縣                                         | 本傑明·富蘭克林 （1706-1790），美國開國元勳                                                                       | 8,118   | 565平方英里 （1,463平方公里） | 標示出富蘭克林縣位置的地圖      |
| 喬治縣          | 039      | 盧斯代爾             | 1910     | 格林縣和傑克遜縣                                 | 詹姆斯·扎加利亞·喬治 （1826-1897），密西西比州參議員（1881-1897）                                                 | 22,578  | 478平方英里 （1,238平方公里） | 標示出喬治縣位置的地圖          |
| 格林縣          | 041      | 利克斯維爾           | 1811     | 韋恩縣                                           | 彌敦內爾·格林（1742-1786），美國獨立戰爭上將                                                                      | 14,400  | 713平方英里 （1,847平方公里） | 標示出格林縣位置的地圖          |
| 格拉納達縣      | 043      | 格拉納達             | 1870     | 卡洛爾縣、喬克托縣、塔拉哈奇縣和亞洛布沙縣       | 格拉纳达省，西班牙的一個省份                                                                                      | 21,906  | 422平方英里 （1,093平方公里） | 標示出格拉納達縣位置的地圖      |
| 漢考克縣        | 045      | 貝聖路易斯           | 1812     | 密西西比領地                                     | 约翰·汉考克 （1737-1793），美國獨立宣言的第一位簽署者                                                             | 43,929  | 477平方英里 （1,235平方公里） | 標示出漢考克縣位置的地圖        |
| 哈里森縣        | 047      | 格爾夫波特和比洛克西 | 1841     | 漢考克縣                                         | 威廉·亨利·哈里森 （1773-1841），第九任美國總統（1841-1841）                                                       | 187,105 | 581平方英里 （1,505平方公里） | 標示出哈里森縣位置的地圖        |
| 海恩茲縣        | 049      | 傑克遜和雷蒙德       | 1821     | 密西西比領地                                     | 湯瑪斯·海恩茲 （1780-1840），1812年战争上將                                                                       | 245,285 | 869平方英里 （2,251平方公里） | 標示出海恩茲縣位置的地圖        |
| 霍爾姆斯縣      | 051      | 列辛頓               | 1833     | 亞祖縣                                           | 大衛·霍爾姆斯 （1769-1832），第一任密西西比州州長 （1817-1820）                                                   | 19,198  | 756平方英里 （1,958平方公里） | 標示出霍爾姆斯縣位置的地圖      |
| 漢弗萊斯縣      | 053      | 貝爾佐尼             | 1918     | 霍爾姆斯縣、森弗勞爾縣、華盛頓縣和亞祖縣         | 本傑明·格拉布·漢弗萊斯（1808-1882），密西西比州參議員（1865-1868）                                                | 9,375   | 418平方英里 （1,083平方公里） | 標示出漢弗萊斯縣位置的地圖      |
| 伊薩奎納縣      | 055      | 邁耶斯維爾           | 1844     | 華盛頓縣                                         | 「鹿河」的印第安語                                                                                                | 1,406   | 413平方英里 （1,070平方公里） | 標示出伊薩奎納縣位置的地圖      |
| 伊塔宛巴縣      | 057      | 富爾頓               | 1836     | 門羅縣                                           | 伊塔宛巴 （1759-1834），奇克索族領袖                                                                              | 23,401  | 532平方英里 （1,378平方公里） | 標示出伊塔宛巴縣位置的地圖      |
| 傑克遜縣        | 059      | 帕斯卡古拉           | 1812     | 密西西比領地                                     | 安德鲁·杰克逊 （1767-1845），第七任美国总统（1829-1837）                                                          | 139,668 | 727平方英里 （1,883平方公里） | 標示出傑克遜縣位置的地圖        |
| 傑斯帕縣        | 061      | 貝斯普林斯和保爾丁   | 1833     | 瓊斯縣和韋恩縣                                   | 威廉·傑斯帕，美國士兵，在美國獨立戰爭中陣亡                                                                       | 17,062  | 676平方英里 （1,751平方公里） | 標示出傑斯帕縣位置的地圖        |
| 傑佛遜縣        | 063      | 費耶特               | 1799     | 最初建立的其中一個縣                             | 托马斯·杰斐逊（1743-1826），第三任美国总统（1801-1809）                                                           | 7,726   | 519平方英里 （1,344平方公里） | 標示出傑佛遜縣位置的地圖        |
| 傑佛遜·戴維斯縣 | 065      | 普蘭提斯             | 1906     | 卡溫頓縣和勞倫斯縣                               | 傑佛遜·戴維斯（1808-1889），唯一一任美利堅聯盟國總統（1861-1865）                                                 | 12,487  | 408平方英里 （1,057平方公里） | 標示出傑佛遜·戴維斯縣位置的地圖 |
| 瓊斯縣          | 067      | 勞雷爾和埃利斯維爾   | 1826     | 卡溫頓縣和韋恩縣                                 | 约翰·保罗·琼斯（1747-1792），美國獨立戰爭艦長                                                                     | 67,761  | 694平方英里 （1,797平方公里） | 標示出瓊斯縣位置的地圖          |
| 肯珀縣          | 069      | 迪卡爾布             | 1833     | 朗茲縣、蘭金縣和韋恩縣                           | 魯賓·肯珀（1770-1827），西属佛罗里达先驅者                                                                        | 10,456  | 766平方英里 （1,984平方公里） | 標示出肯珀縣位置的地圖          |
| 拉法葉縣        | 071      | 牛津                 | 1836     | 門羅縣                                           | 拉法耶特侯爵（1757-1834），美國獨立戰爭英雄和法國大革命領導者                                                     | 47,351  | 631平方英里 （1,634平方公里） | 標示出拉法葉縣位置的地圖        |
| 拉馬爾縣        | 073      | 普維斯               | 1904     | 馬里昂縣和珀爾里弗縣                             | 路基約·昆圖斯·辛辛那特斯·拉馬爾（1825-1893），密西西比州參議員（1877-1885）及第十六任美國內政部長（1885-1888）    | 55,658  | 497平方英里 （1,287平方公里） | 標示出拉馬爾縣位置的地圖        |
| 勞德代爾縣      | 075      | 默爾迪恩             | 1833     | 蘭金縣和韋恩縣                                   | 詹姆斯·勞德代爾 （1768-1814），美國上將，在新奧爾良戰役中陣亡                                                     | 80,261  | 704平方英里 （1,823平方公里） | 標示出勞德代爾縣位置的地圖      |
| 勞倫斯縣        | 077      | 蒙蒂塞洛             | 1814     | 馬里昂縣                                         | 詹姆斯·勞倫斯 （1781-1813），美國海軍軍官，在1812年戰爭中陣亡                                                     | 12,929  | 431平方英里 （1,116平方公里） | 標示出勞倫斯縣位置的地圖        |
| 利克縣          | 079      | 迦太基               | 1833     | 麥迪遜縣和蘭金縣                                 | 沃爾特·丹尼爾·利克 （1762-1825），密西西比州州長 （1822-1825）                                                    | 23,805  | 583平方英里 （1,510平方公里） | 標示出利克縣位置的地圖          |
| 李縣            | 081      | 圖珀洛               | 1866     | 伊塔宛巴縣和龐托托克縣                           | 羅伯特·愛德華·李 （1807-1870），南北戰爭將領                                                                      | 82,910  | 450平方英里 （1,165平方公里） | 標示出李縣位置的地圖            |
| 利福勒縣        | 083      | 格林伍德             | 1871     | 卡洛爾縣和森弗勞爾縣                             | 格林伍德·利福勒，喬克托族酋長                                                                                     | 32,317  | 592平方英里 （1,533平方公里） | 標示出利福勒縣位置的地圖        |
| 林肯縣          | 085      | 布魯克哈芬           | 1870     | 阿米特縣、科派亞縣、富蘭克林縣、勞倫斯縣和派克縣 | 亚伯拉罕·林肯 （1809-1865），美國第十六任總統 （1861-1865）                                                       | 34,869  | 586平方英里 （1,518平方公里） | 標示出林肯縣位置的地圖          |
| 朗茲縣          | 087      | 哥倫布               | 1830     | 門羅縣及密西西比領地                             | 威廉·瓊斯·朗茲 （1782-1822），南卡羅萊納州參議員 （1813-1822）                                                    | 59,779  | 502平方英里 （1,300平方公里） | 標示出朗茲縣位置的地圖          |
| 麥迪遜縣        | 089      | 坎頓                 | 1828     | 亞祖縣                                           | 詹姆斯·麦迪逊 （1751-1836），第四任美國總統 （1809-1817）                                                         | 95,203  | 719平方英里 （1,862平方公里） | 標示出麥迪遜縣位置的地圖        |
| 馬里昂縣        | 091      | 哥倫比亞             | 1811     | 阿米特縣、富蘭克林縣和韋恩縣                     | 法蘭西斯·馬里昂 （1732-1795），美國獨立戰爭將領                                                                   | 27,088  | 542平方英里 （1,404平方公里） | 標示出馬里昂縣位置的地圖        |
| 馬歇爾縣        | 093      | 霍利斯普林斯         | 1836     | 門羅縣                                           | 约翰·马歇尔 （1755-1835），第四任美国首席大法官 （1801-1835），因奠定了美国法院对国会法律的司法审查权的基础而知名 | 37,144  | 706平方英里 （1,829平方公里） | 標示出馬歇爾縣位置的地圖        |
| 門羅縣          | 095      | 亞伯丁               | 1821     | 密西西比領地                                     | 詹姆斯·门罗 （1758-1831），第五任美國總統 （1817-1825）                                                           | 36,989  | 764平方英里 （1,979平方公里） | 標示出門羅縣位置的地圖          |
| 蒙哥馬利縣      | 097      | 威諾納               | 1871     | 卡洛爾縣和喬克托縣                               | 理查德·蒙哥马利，美國將領，在美國獨立戰爭中陣亡                                                                   | 10,925  | 407平方英里 （1,054平方公里） | 標示出蒙哥馬利縣位置的地圖      |
| 尼肖巴縣        | 099      | 費拉德爾菲亞         | 1833     | 瓊斯縣、蘭金縣和韋恩縣                           | 「灰狼」的喬克托語                                                                                                | 29,676  | 570平方英里 （1,476平方公里） | 標示出尼肖巴縣位置的地圖        |
| 牛頓縣          | 101      | 第開特               | 1836     | 尼肖巴縣                                         | 艾萨克·牛顿 （1642-1727），英國科學家                                                                             | 21,720  | 578平方英里 （1,497平方公里） | 標示出牛頓縣位置的地圖          |
| 諾克蘇比縣      | 103      | 梅肯                 | 1833     | 朗茲縣和蘭金縣                                   | 「發臭的水」的喬克托語                                                                                            | 11,545  | 695平方英里 （1,800平方公里） | 標示出諾克蘇比縣位置的地圖      |
| 奧克蒂比哈縣    | 105      | 斯塔克維爾           | 1833     | 朗茲縣                                           | 「發生戰鬥的河流」或「有冰的河」的印第安語                                                                        | 47,671  | 458平方英里 （1,186平方公里） | 標示出奧克蒂比哈縣位置的地圖    |
| 帕諾拉縣        | 107      | 貝茨維爾和薩迪斯     | 1836     | 門羅縣和華盛頓縣                                 | 「棉花」的喬克托語                                                                                                | 34,707  | 684平方英里 （1,772平方公里） | 標示出帕諾拉縣位置的地圖        |
| 珀爾里弗縣      | 109      | 波普勒維爾           | 1890     | 漢考克縣和馬里昂縣                               | 珀爾河，密西西比州的主要河流                                                                                      | 55,834  | 812平方英里 （2,103平方公里） | 標示出珀爾里弗縣位置的地圖      |
| 佩里縣          | 111      | 新奧古斯塔           | 1820     | 格林縣                                           | 奧利弗·哈澤德·佩里 （1785-1819），1812年戰爭海軍軍官                                                              | 12,250  | 647平方英里 （1,676平方公里） | 標示出佩里縣位置的地圖          |
| 派克縣          | 113      | 馬格諾利亞           | 1815     | 馬里昂縣                                         | 紀伯倫·蒙哥馬里·派克 （1779-1813），西方探險家                                                                    | 40,404  | 409平方英里 （1,059平方公里） | 標示出派克縣位置的地圖          |
| 龐托托克縣      | 115      | 龐托托克             | 1836     | 門羅縣                                           | 「懸掛著葡萄的土壤」的印第安語                                                                                    | 29,957  | 497平方英里 （1,287平方公里） | 標示出龐托托克縣位置的地圖      |
| 普蘭提斯縣      | 117      | 布恩維爾             | 1870     | 伊塔宛巴縣和蒂肖明戈縣                           | 薩金特·史密夫·普蘭提斯 （1808-1850），密西西比州參議員 （1838-1839）                                              | 25,276  | 415平方英里 （1,075平方公里） | 標示出普蘭提斯縣位置的地圖      |
| 奎特曼縣        | 119      | 馬克斯               | 1877     | 科荷馬縣、帕諾拉縣、塔拉哈奇縣和蒂尼卡縣         | 約翰·安東尼·奎特曼 （1798-1858），第十、十六任密西西比州州長 （1835-1836、1850-1851）                             | 8,223   | 405平方英里 （1,049平方公里） | 標示出奎特曼縣位置的地圖        |
| 蘭金縣          | 121      | 布蘭登               | 1828     | 海恩茲縣                                         | 克羅斯多福·蘭金 （1788-1826），密西西比州參議員 （1819-1826）                                                     | 141,617 | 775平方英里 （2,007平方公里） | 標示出蘭金縣位置的地圖          |
| 斯科特縣        | 123      | 福雷斯特             | 1833     | 卡溫頓縣、瓊斯縣和蘭金縣                         | 亞伯蘭·馬歇爾·斯科特 （1785-1833），第七任密西西比州州長 （1832-1833）                                            | 28,264  | 609平方英里 （1,577平方公里） | 標示出斯科特縣位置的地圖        |
| 夏基縣          | 125      | 羅靈福克             | 1876     | 伊薩奎納縣、沃倫縣和華盛頓縣                     | 威廉·列維斯·夏基 （1798-1873），第二十五任密西西比州州長 （1865-1865）                                            | 4,916   | 428平方英里 （1,109平方公里） | 標示出夏基縣位置的地圖          |
| 辛普森縣        | 127      | 門登霍爾             | 1824     | 科派亞縣                                         | 約西亞·辛普森，美國著名法官                                                                                       | 27,503  | 589平方英里 （1,526平方公里） | 標示出辛普森縣位置的地圖        |
| 史密斯縣        | 129      | 羅利                 | 1833     | 卡溫頓縣、瓊斯縣和蘭金縣                         | 大衛·史密斯，美國獨立戰爭少校                                                                                     | 16,491  | 636平方英里 （1,647平方公里） | 標示出史密斯縣位置的地圖        |
| 斯通縣          | 131      | 威金斯               | 1916     | 哈里森縣                                         | 約翰·馬歇爾·斯通 （1830-1900），第三十一任密西西比州州長 （1876-1882）                                            | 17,786  | 445平方英里 （1,153平方公里） | 標示出斯通縣位置的地圖          |
| 森弗勞爾縣      | 133      | 印第安諾拉           | 1844     | 玻利瓦爾縣                                       | 森弗勞爾河，位於當地的河流                                                                                        | 29,450  | 694平方英里 （1,797平方公里） | 標示出森弗勞爾縣位置的地圖      |
| 塔拉哈奇縣      | 135      | 查爾斯頓和薩姆納     | 1833     | 華盛頓縣和亞祖縣                                 | 塔拉哈奇河 | 15,378  | 644平方英里 （1,668平方公里） | 標示出塔拉哈奇縣位置的地圖      |
| 泰特縣          | 137      | 塞納托比亞           | 1873     | 德索托縣和馬歇爾縣                               | 湯瑪斯·辛普森·泰特，當地的早期定居者                                                                              | 28,886  | 404平方英里 （1,046平方公里） | 標示出泰特縣位置的地圖          |
| 蒂帕縣          | 139      | 里普利               | 1836     | 門羅縣                                           | 「隔斷」的印第安語                                                                                                | 22,232  | 458平方英里 （1,186平方公里） | 標示出蒂帕縣位置的地圖          |
| 蒂肖明戈縣      | 141      | 艾猶卡               | 1836     | 門羅縣                                           | 蒂肖明戈 （1734-1838），奇克索族領袖                                                                              | 19,593  | 424平方英里 （1,098平方公里） | 標示出蒂肖明戈縣位置的地圖      |
| 蒂尼卡縣        | 143      | 蒂尼卡               | 1836     | 華盛頓縣和密西西比領地                           | 蒂尼卡人，美國原住民的一支                                                                                        | 10,778  | 455平方英里 （1,178平方公里） | 標示出蒂尼卡縣位置的地圖        |
| 猶尼昂縣        | 145      | 新奧爾巴尼           | 1870     | 李縣、龐托托克縣和提帕縣                         | 「聯盟」指在美國內戰中受傷害的人                                                                                  | 27,134  | 416平方英里 （1,077平方公里） | 標示出猶尼昂縣位置的地圖        |
| 沃爾索爾縣      | 147      | 泰勒敦               | 1912     | 馬里昂縣和派克縣                                 | 愛德華·卡里·沃爾索爾 （1831-1898），密西西比州參議員 （1885-1894、1895-1898）                                     | 15,443  | 404平方英里 （1,046平方公里） | 標示出沃爾索爾縣位置的地圖      |
| 沃倫縣          | 149      | 維克斯堡             | 1809     | 克萊本縣                                         | 約瑟·瓦倫 （1741-1775），美國上將，在美國獨立戰爭中陣亡                                                           | 48,773  | 587平方英里 （1,520平方公里） | 標示出沃倫縣位置的地圖          |
| 華盛頓縣        | 151      | 格林維爾             | 1827     | 沃倫縣和亞祖縣                                   | 乔治·华盛顿 （1732-1799），第一任美國總統 （1789-1797）                                                           | 51,137  | 724平方英里 （1,875平方公里） | 標示出華盛頓縣位置的地圖        |
| 韋恩縣          | 153      | 韋恩斯伯勒           | 1809     | 阿拉巴馬州的華盛頓縣                             | 安東尼·韋恩 （1745-1796），美國獨立戰爭上將                                                                       | 20,747  | 810平方英里 （2,098平方公里） | 標示出韋恩縣位置的地圖          |
| 韋伯斯特縣      | 155      | 沃爾索爾             | 1874     | 奇克索縣、喬克索縣和蒙哥馬利縣                   | 丹尼尔·韦伯斯特 （1782-1852），第十四、十九任美國國務卿 （1841-1843、1850-1852）                                  | 10,253  | 423平方英里 （1,096平方公里） | 標示出韋伯斯特縣位置的地圖      |
| 威爾金森縣      | 157      | 伍德維爾             | 1802     | 亞當斯縣                                         | 詹姆斯·威爾金森 （1757-1825），美國獨立戰爭上將                                                                   | 9,878   | 677平方英里 （1,753平方公里） | 標示出威爾金森縣位置的地圖      |
| 溫斯頓縣        | 159      | 路易維爾             | 1833     | 朗茲縣、蘭金縣和韋恩縣                           | 路易斯·溫斯頓 （1784-1824），密西西比州最高法院法官                                                               | 19,198  | 607平方英里 （1,572平方公里） | 標示出溫斯頓縣位置的地圖        |
| 亞洛布沙縣      | 161      | 沃特瓦利和科菲維爾   | 1833     | 門羅縣、華盛頓縣和亞祖縣                         | 「蝌蚪的地方」的印第安語                                                                                          | 12,678  | 467平方英里 （1,210平方公里） | 標示出亞洛布沙縣位置的地圖      |
| 亞祖縣          | 163      | 亞祖城               | 1823     | 海恩茲縣                                         | 亞祖人，美國原住民的一支                                                                                          | 28,065  | 920平方英里 （2,383平方公里） | 標示出亞祖縣位置的地圖          |